# Allenby Driver
Allenby "Allen" Driver (29 tháng 9 năm 1918 – 31 tháng 3 năm 1997) là một cầu thủ bóng đá người Anh thi đấu ở vị trí tiền đạo tầm xa ở Football League cho Sheffield Wednesday, Luton Town, Norwich City, Ipswich Town và Walsall. Ông bắt đầu sự nghiệp chuyên nghiệp tại Sheffield Wednesday nhưng sự bùng nổ chiến tranh đã làm gián đoạn, sau đó ông thi đấu cho Frickley Colliery.